# Велика Сакандага
Велика Сакандага (енгл. Great Sacandaga Lake) је језеро у Сједињеним Америчким Државама. Налази се на територији америчке савезне државе Њујорк. Површина језера износи 109 km².